# Bernau bei Berlin
Bernau bei Berlin é um município da Alemanha, localizado no distrito Barnim,  no estado de Brandemburgo.

Breitscheidstraße
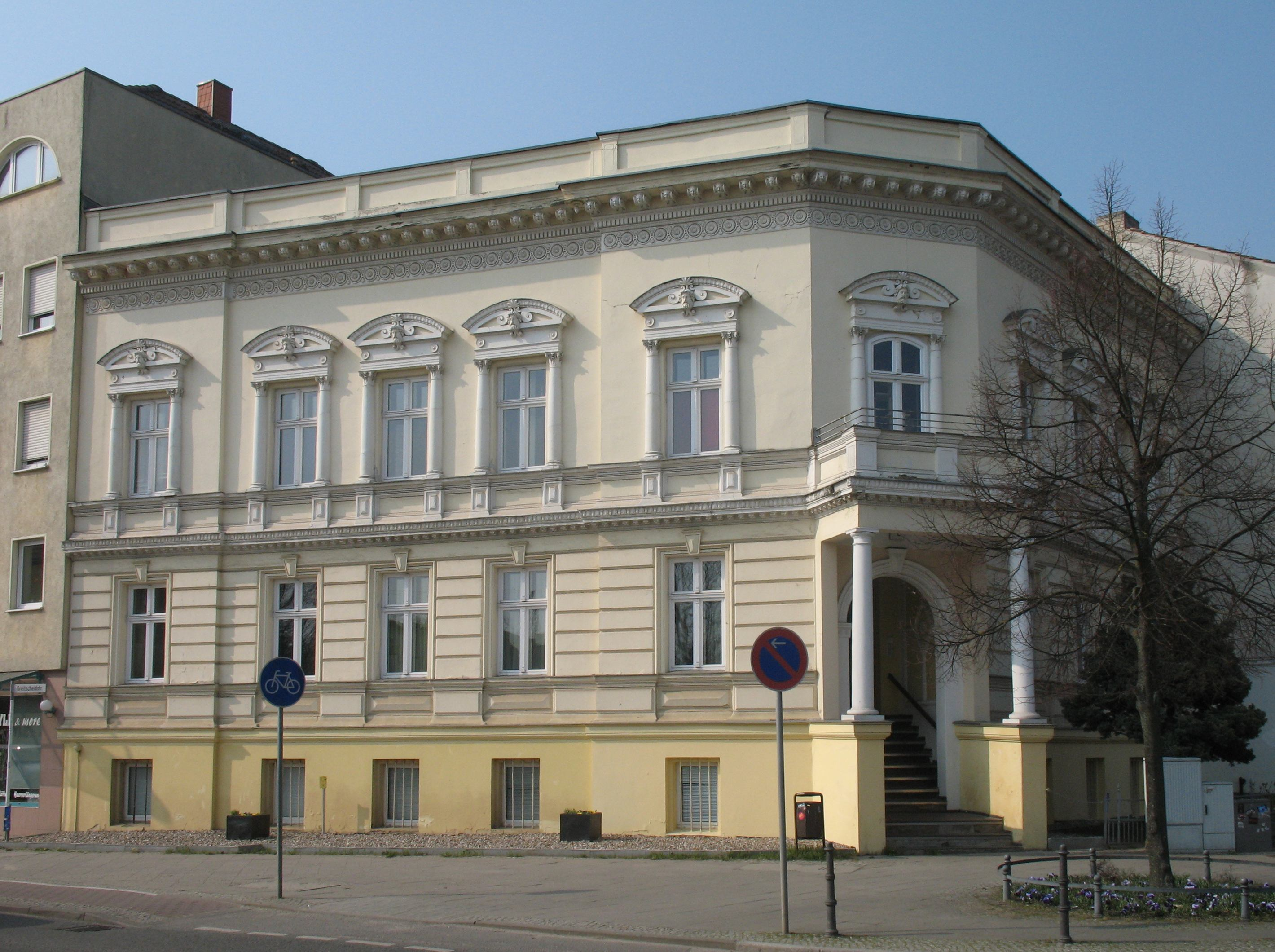
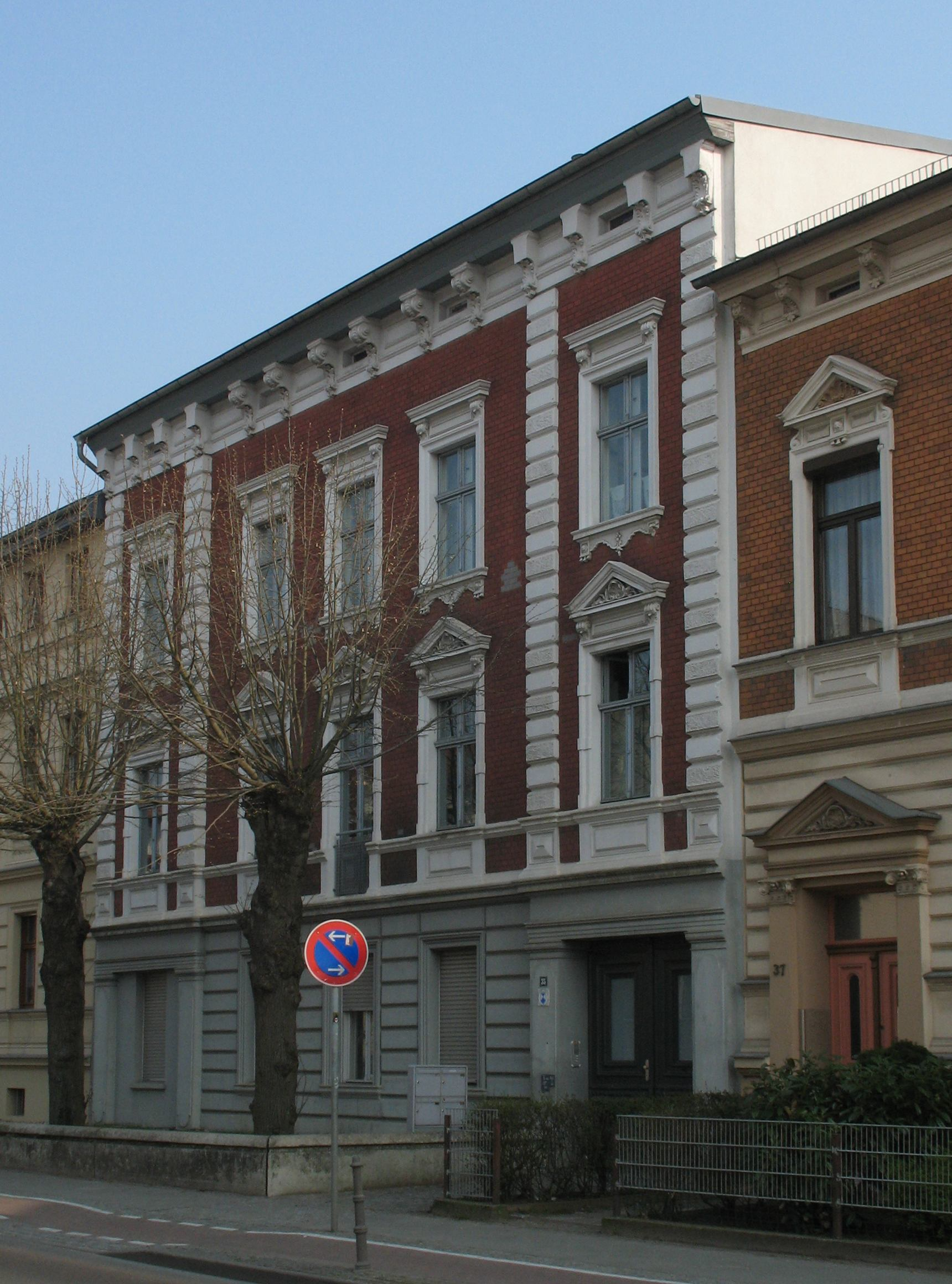
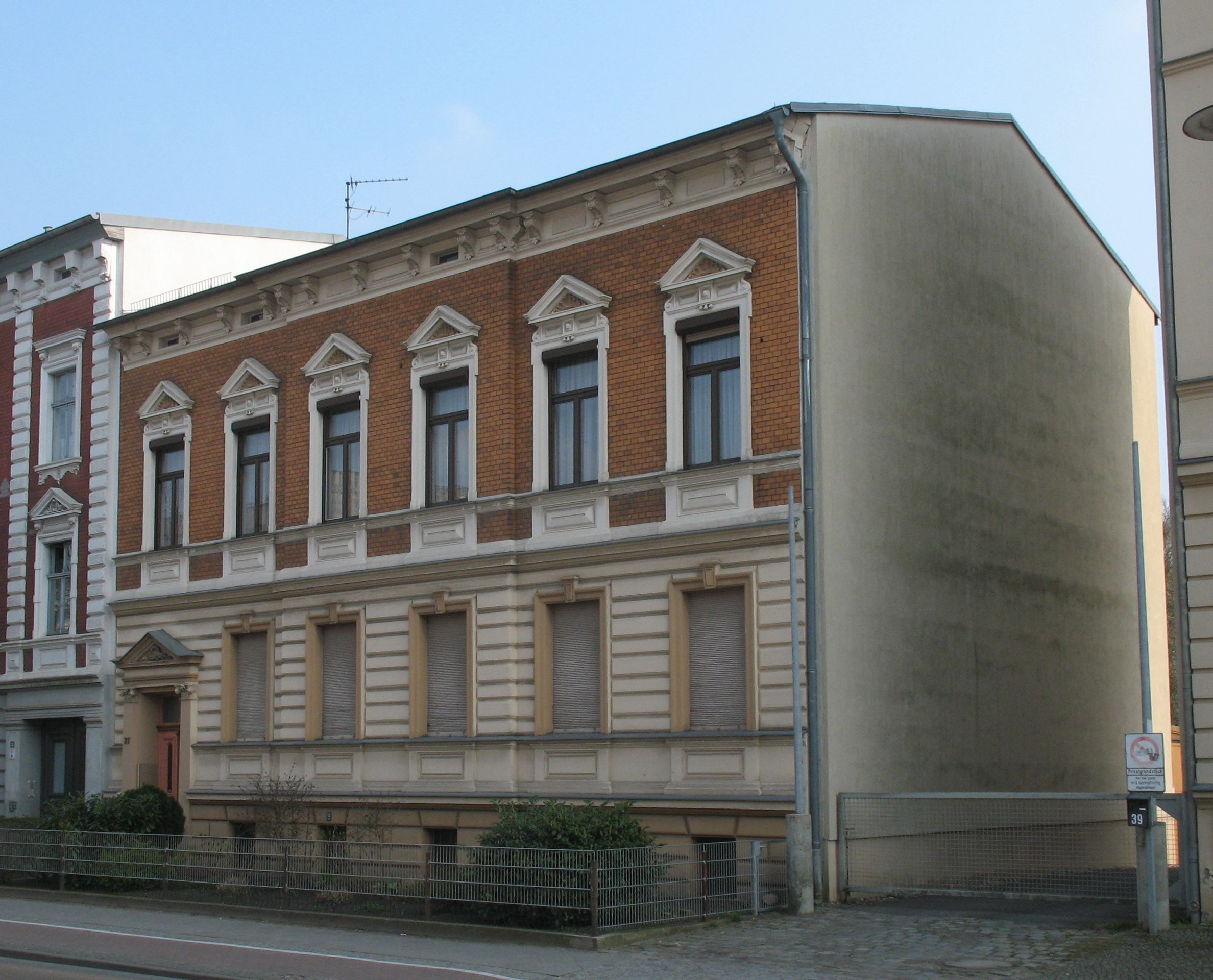
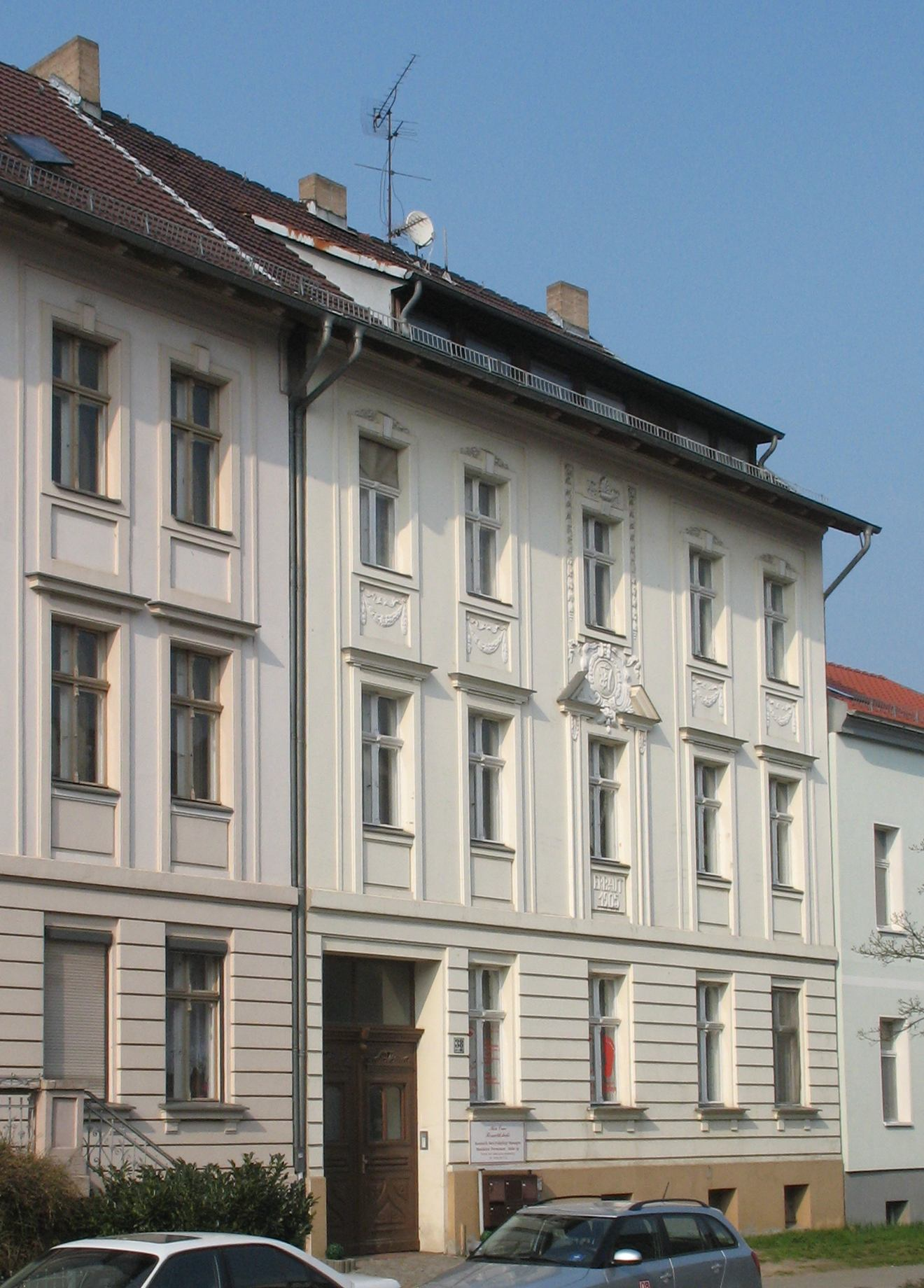
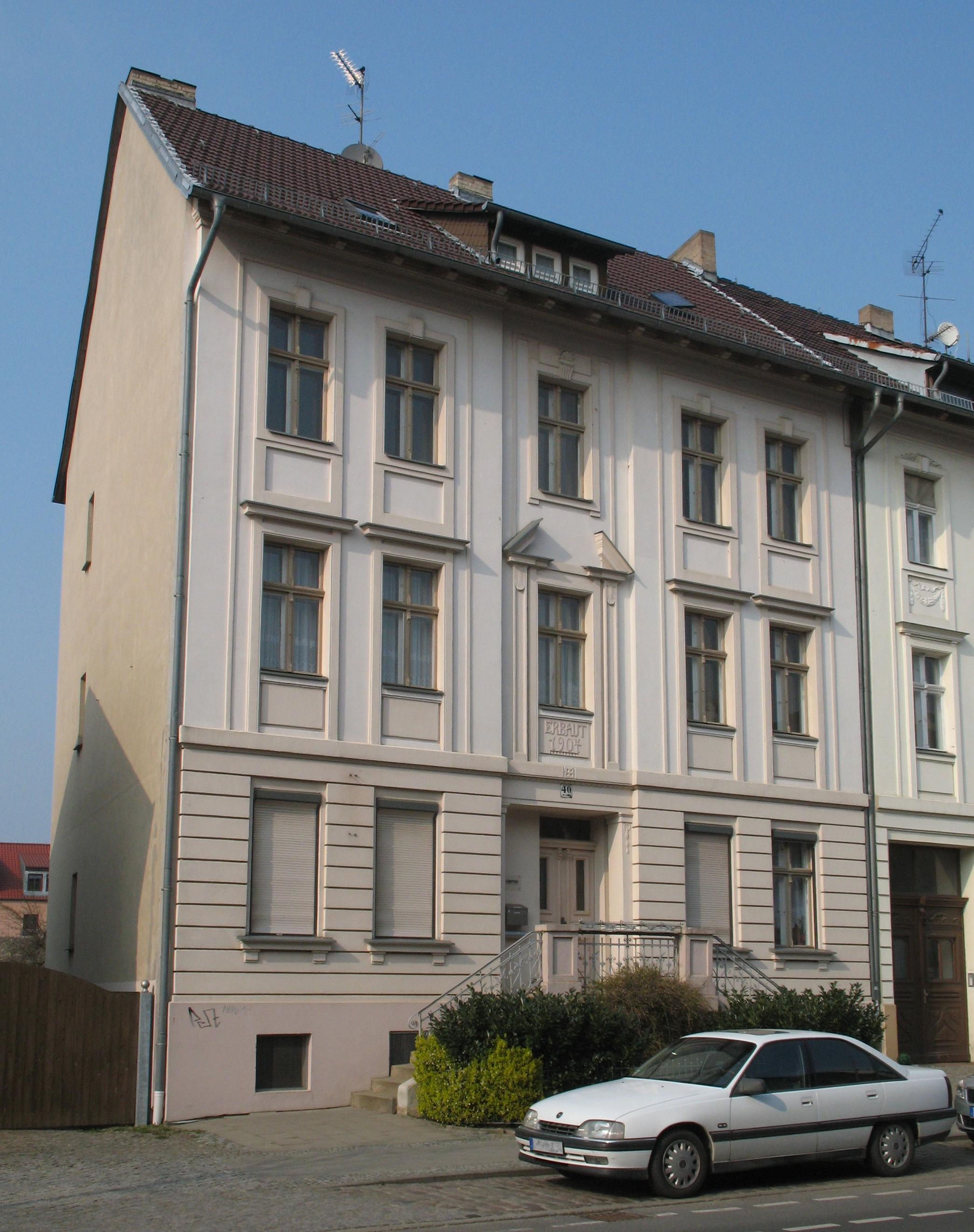
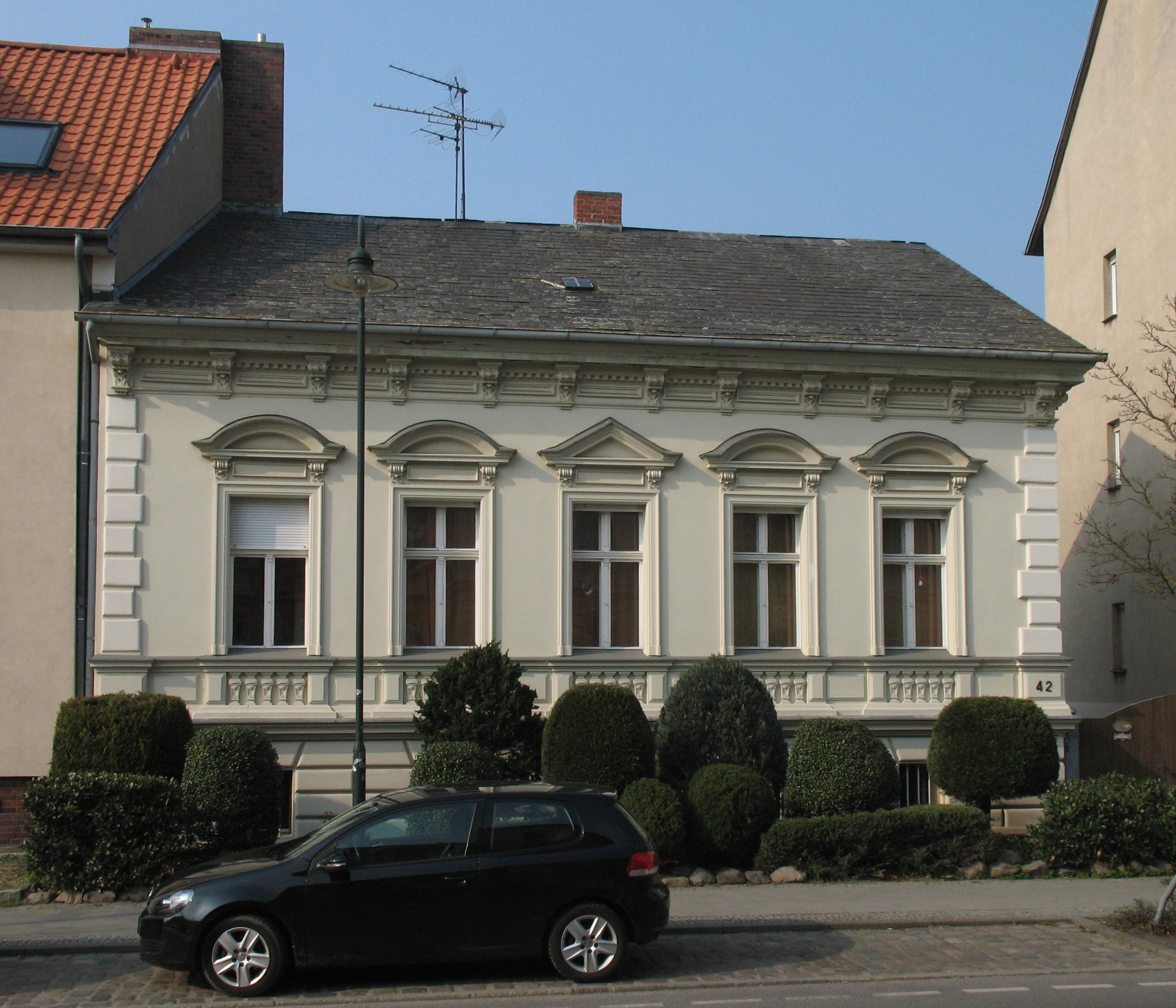
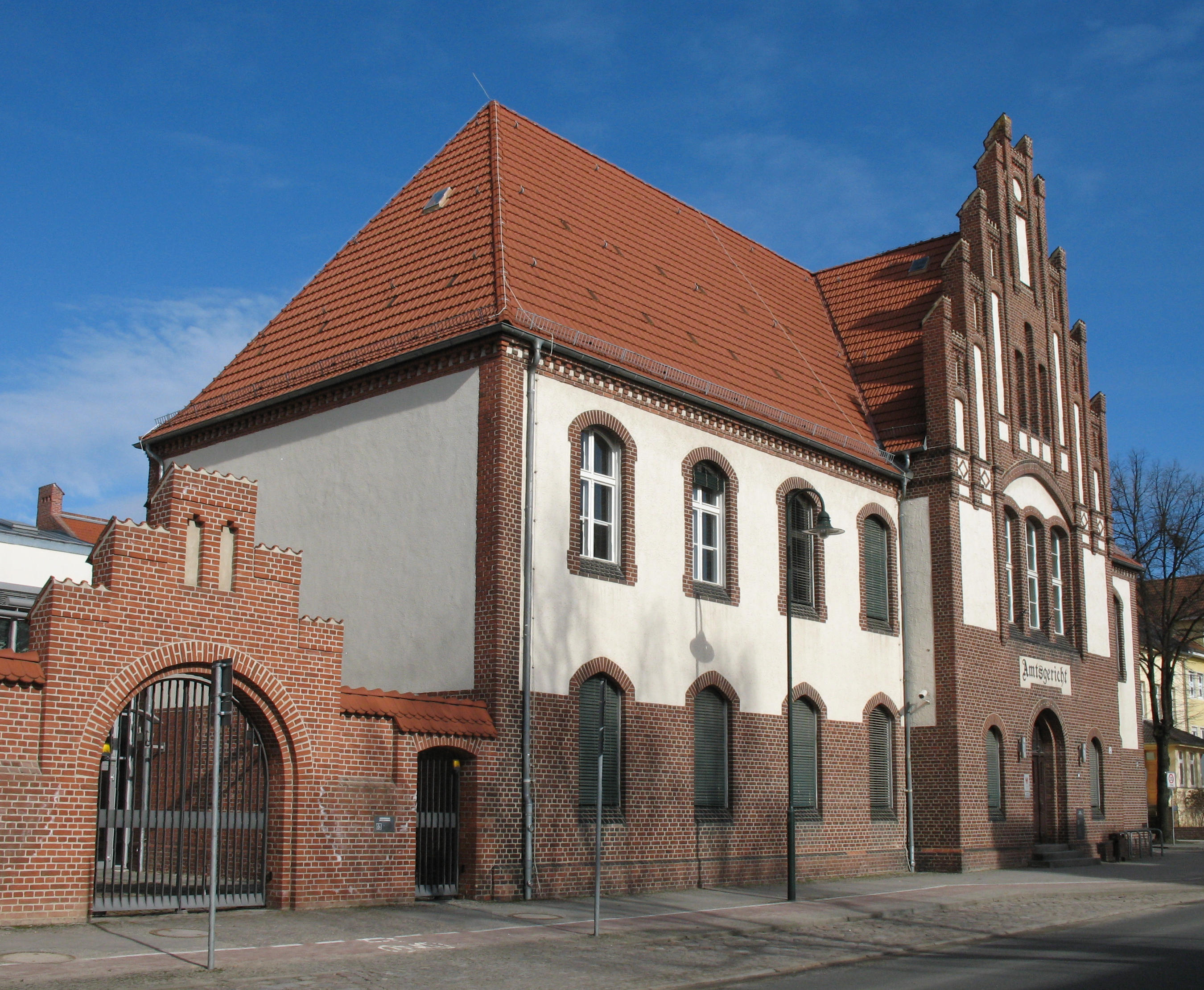
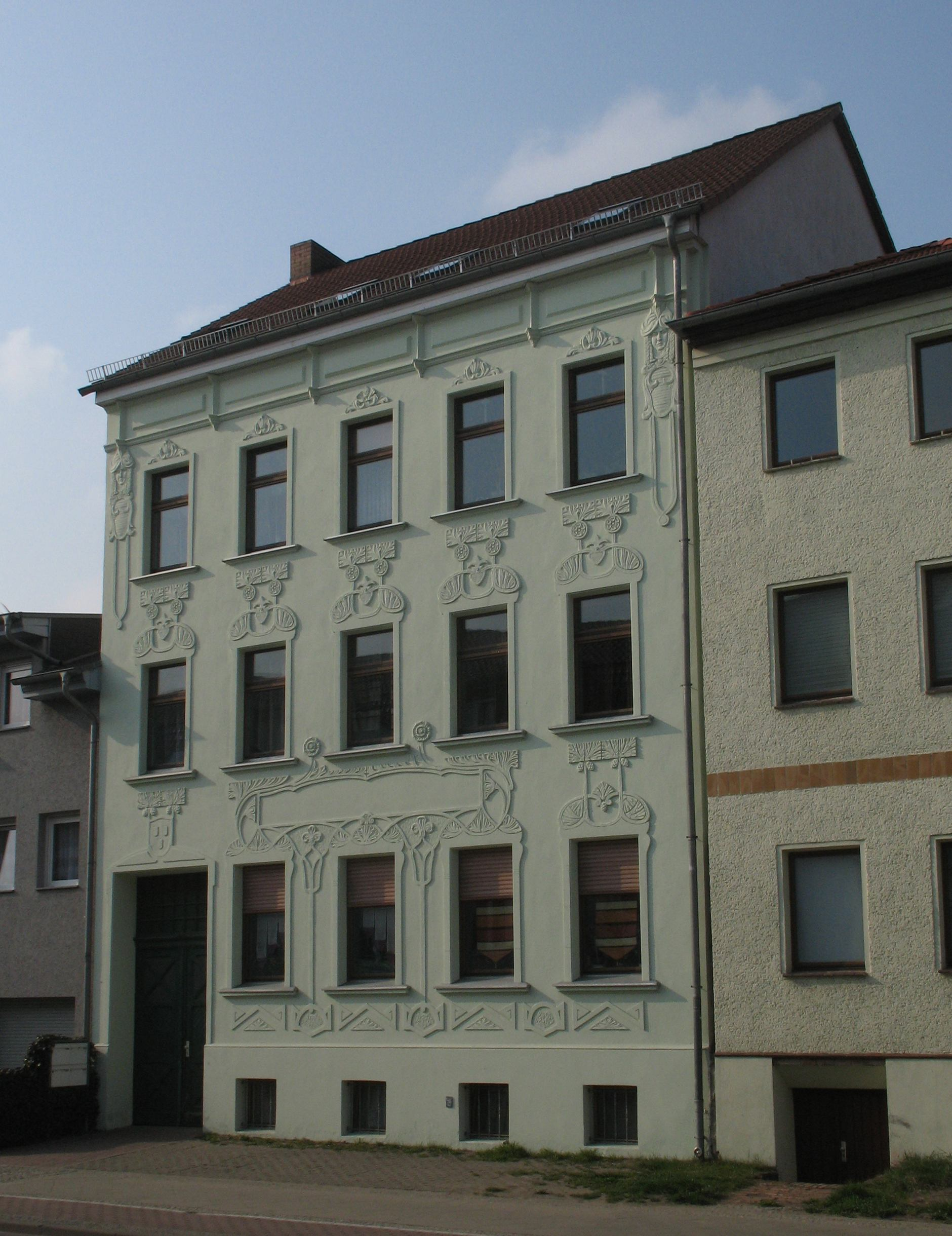